# ACER1
ACER1 (англ. Alkaline ceramidase 1) – білок, який кодується однойменним геном, розташованим у людей на короткому плечі 19-ї хромосоми. Довжина поліпептидного ланцюга білка становить 264 амінокислот, а молекулярна маса — 31 095.
| 10         |  | 20         |  | 30         |  | 40         |  | 50         |
| ---------- |  | ---------- |  | ---------- |  | ---------- |  | ---------- |
| MPSIFAYQSS |  | EVDWCESNFQ |  | YSELVAEFYN |  | TFSNIPFFIF |  | GPLMMLLMHP |
| YAQKRSRYIY |  | VVWVLFMIIG |  | LFSMYFHMTL |  | SFLGQLLDEI |  | AILWLLGSGY |
| SIWMPRCYFP |  | SFLGGNRSQF |  | IRLVFITTVV |  | STLLSFLRPT |  | VNAYALNSIA |
| LHILYIVCQE |  | YRKTSNKELR |  | HLIEVSVVLW |  | AVALTSWISD |  | RLLCSFWQRI |
| HFFYLHSIWH |  | VLISITFPYG |  | MVTMALVDAN |  | YEMPGETLKV |  | RYWPRDSWPV |
| GLPYVEIRGD |  | DKDC       |  |            |  |            |  |            |

A: Аланін

C: Цистеїн

D: Аспарагінова кислота

E: Глутамінова кислота

F: Фенілаланін

G: Гліцин

H: Гістидин

I: Ізолейцин

K: Лізин

L: Лейцин

M: Метіонін

N: Аспарагін

P: Пролін

Q: Глутамін

R: Аргінін

S: Серин

T: Треонін

V: Валін

W: Триптофан

Кодований геном білок за функцією належить до гідролаз. 
Задіяний у такому біологічному процесі, як метаболізм ліпідів. 
Локалізований у мембрані, ендоплазматичному ретикулумі.